# 淨妙寺 (有田市)
淨妙寺（日語：じょうみょうじ）是位於和歌山縣有田市的臨濟宗妙心寺派佛寺。山號是醫王山。本尊為藥師如來。位於山腹的寺域，現在存有本堂（藥師堂）和多寶塔等等屬於中世的建築物。

## 歴史
寺傳在大同元年（806年）因平城天皇的母親藤原乙牟漏發願，由鑒真的弟子唐僧如寶所創建。但是，乙牟漏是在延曆9年（790年）去世，如果正如寺傳所言，那花了相當多年才興建完成。
天正13年（1585年）受到豐臣秀吉的兵火波及，包含現在殘存在山裡的藥師堂（現在本堂）和多寶塔等建築全部被燒毀。經歷了長期的荒廢，在正保4年（1647年）由紀州藩的初代藩主德川賴宣再度復興。

## 文化資產

### 重要文化財（國家指定）
- 本堂（藥師堂） - 桁行三開間、梁間三開間，一層屋頂的廡殿頂，向拜[2]一開間，本瓦葺[3]。鎌倉時代創建，江戶時代改造。1904年（明治37年）8月29日指定為重要文化財[4]。
- 多寶塔 - 三開間，本瓦葺。鎌倉時代創建，在江戶時代改造。1904年（明治37年）8月29日指定為重要文化財[5]。
- 木造藥師如來和兩脇侍像  - 鎌倉時代
- 木造十二神將立像（12尊） - 鎌倉時代。12尊中的6尊在1994年11月18日被偷走[6]
- 蓮華唐草文螺鈿須彌壇

### 其他
- 多寶塔内壁畫（八相成道圖、真言八祖像） - 和歌山縣指定文化財
- 方丈 - 江戶時代初期

## 註腳
1. 1 2  『日本歴史地名大系 和歌山県の地名』、p.514
2. ↑  位於正殿前突出的屋簷和空間，中文稱為「拜殿」。
3. ↑  由平瓦和圓瓦交替鋪設的屋頂。
4. ↑  文化遺産データベース 浄妙寺本堂 （页面存档备份，存于）（2016年9月24日閲覧）
5. ↑  文化遺産データベース 浄妙寺多宝塔 （页面存档备份，存于）（2016年9月24日閲覧）
6. ↑  和歌山県立博物館 （页面存档备份，存于）（2012年11月18日閲覧）